# Westside Story (мікстейп The Game)
Westside Story — мікстейп американського репера The Game, виданий 28 вересня 2004 р. для реклами майбутнього дебютного студійного альбому The Documentary. Зведення: DJ Neptune.

## Список пісень
1. «Westside Story» (Remix) (з участю Snoop Dogg та 50 Cent)
2. «Nothing but a Game Thang»
3. «If You Want It» (з участю Antonio)
4. «The Game» (з участю Jim Jones та Juelz Santana)
5. «Gangsta Shit» (з участю Mobb Deep)
6. «State Your Name, Gangsta» (з участю Lil' Flip та Cassidy)
7. «Compton 4 Life» (з участю MC Eiht)
8. «Westside Connection» (з участю Joe Budden та Stack Bundles)
9. «Black Wallstreet Gangsta» (з участю Billboard)
10. «Died Too Soon»
11. «Living in Compton»
12. «Street Dreams» (з участю Fabolous та Jae Hood)
13. «Wanna Put Me Under»
14. «My Confessions» (з участю Lil' Eazy E)
15. «A Million and One Bad Habits» (з участю Savage C)
16. «The Whole City Behind Us» (з участю Kanye West та Ludacris)
17. «Put Ur Gunz in the Air»
18. «Still Crusin» (з участю Eazy-E)
19. «Make Em Stomp» (з участю Ludacris та Young Buck)
20. «2 of Americaz Most Wanted» (з участю Fabolous)
21. «Feel My Pain» (з участю Lil Scrappy)
22. «I Got That Feeling» (з участю Sky Baila)
23. «Certified Gangstas» (з участю Jim Jones, Cam'ron та Bezil)
24. «Get Your Money Right» (з участю Dr. Dre та Jay-Z)